# Maria Luisa Valenti Ronco
Maria Luisa Valenti Ronco, nota anche come Maria Luigia Valenti Ronco (Arezzo, 1926 – Roma, 20 ottobre 2022), è stata una giornalista e scrittrice italiana.

## Biografia
Prima donna vincitrice del Premio Roma nel 1982, pubblicò per diverse Case editrici come Giunti, De Agostini, La Scuola. Divenne nota soprattutto come scrittrice per i più giovani ma anche come autrice di programmi radiofonici e televisivi. Sviluppò con sensibilità e profondità le tematiche dell'infanzia e dell'adolescenza.
Morì ultranovantenne nel 2022, al quartiere EUR di Roma. 

## Opere
- Il vagabondo e la barchetta di carta e altri racconti (Capobianco, 1993)
- Alla stazione di Omsk (De Agostini, 1995)
- Fiabe e leggende giapponesi (Giunti, 1998)
- Virginia Centurione Bracelli : la figlia del Doge fattasi mendicante d'amore (Confraternita di S.Giovanni Battista dei Genovesi, s.d.)
- Il mistero degli angeli (Libreria Editrice Vaticana, 2000)
- Le donne della lampada : viaggio nel femminismo evangelico (Edizioni Pro Sanctitate, 2004)
- Francesca Romana. La santa della solidarietà e della speranza (San Paolo Edizioni, 2005)
- Come stelle nel cielo. Martiri santi, beati, mistici nell'universo cristiano (Edizioni Pro Sanctitate, 2009)
- Donne di Liguria - Poesie - (IBISKOS ULIVIERI, 2012)
- Il Pianoforte di Mara (by MT)

## Riconoscimenti
- Vincitrice del Premio Selma Lagerlöf[senza fonte]
- Finalista all'edizione 2007 del premio Voci di donne